# De Boom (Leusden)
De Boom is een landgoed aan de Arnhemseweg 105-107 en de aansluitende Geeresteinselaan 79-83 tussen Leusden, Woudenberg, Achterveld en De Glind. Het landgoed van ongeveer 900 hectare bestaat uit een afwisselend landschap van houtwallen, singels, stukken bos en landbouwgrond. De naam De Boom is ontleend aan een oude boom op het landgoed waar de officiële gemeentelijke mededelingen aan werden geplakt.

## Huis
Het statige landhuis van twee verdiepingen werd eind 19e eeuw gebouwd in opdracht van de familie De Beaufort. Arnoud Jan de Beaufort (1855-1929) was zijn leven lang burgemeester van Leusden. De familie bezat meerdere landgoederen in de provincie Utrecht. Het witgepleisterde huis en de later aangebouwde vleugel hebben dezelfde eclectische bouwstijl. Binnen bevinden zich nog decoratieve stucplafonds en marmeren schouwen.  Het gebouw in laatclassicistische stijl werd in 1912 uitgebreid en kreeg nadien een kantoorfunctie. Het witgepleisterde landhuis ligt in het parkbos ten noorden van de Arnhemseweg, met daarlangs de Heiligenbergerbeek. Het door Hendrik Copijn ontworpen parkbos uit 1880 heeft slingerpaden, bospercelen en grote gazons tussen het huis en de weg/beek. 
Bijgebouwen

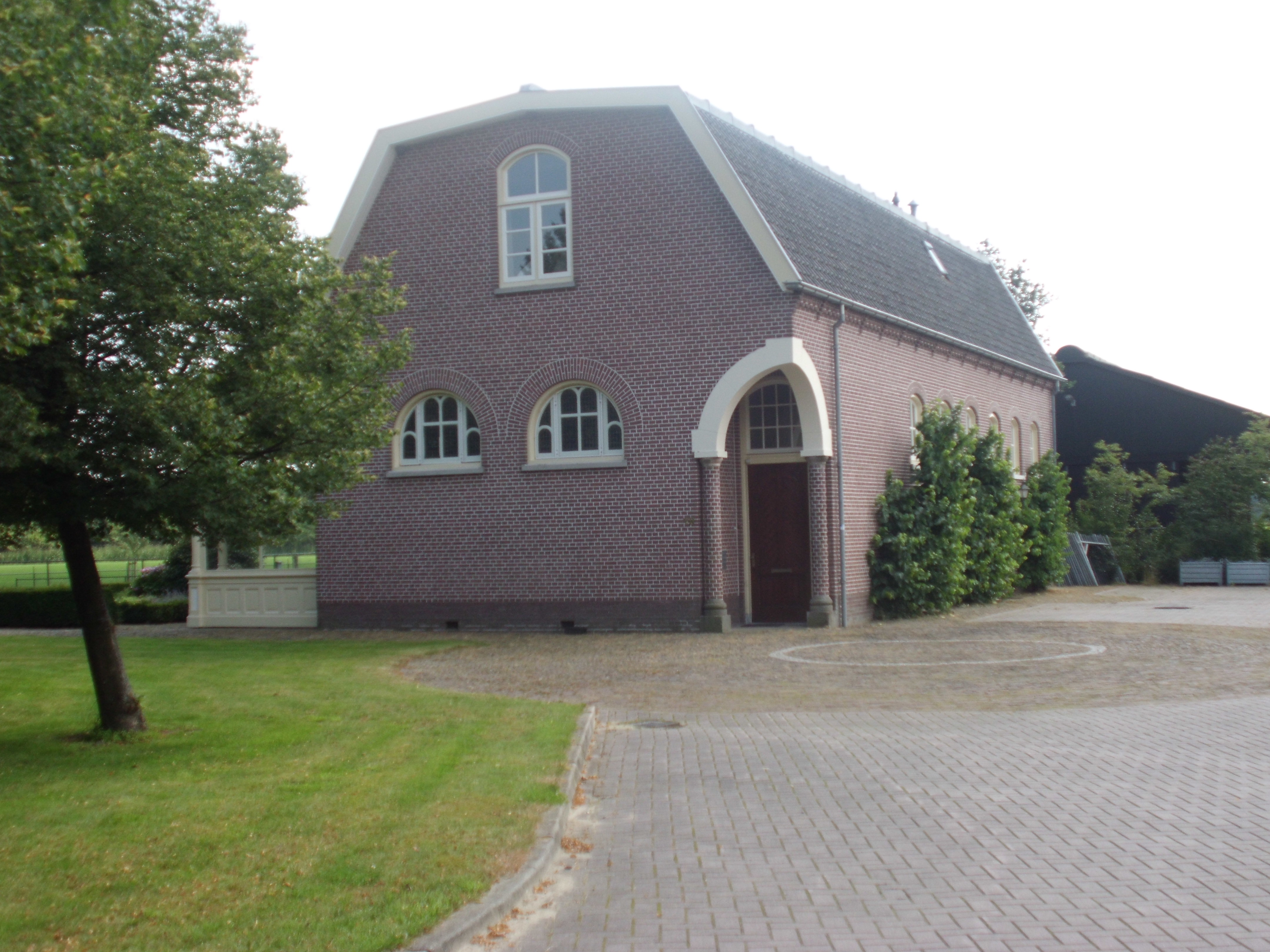
Jachthuis

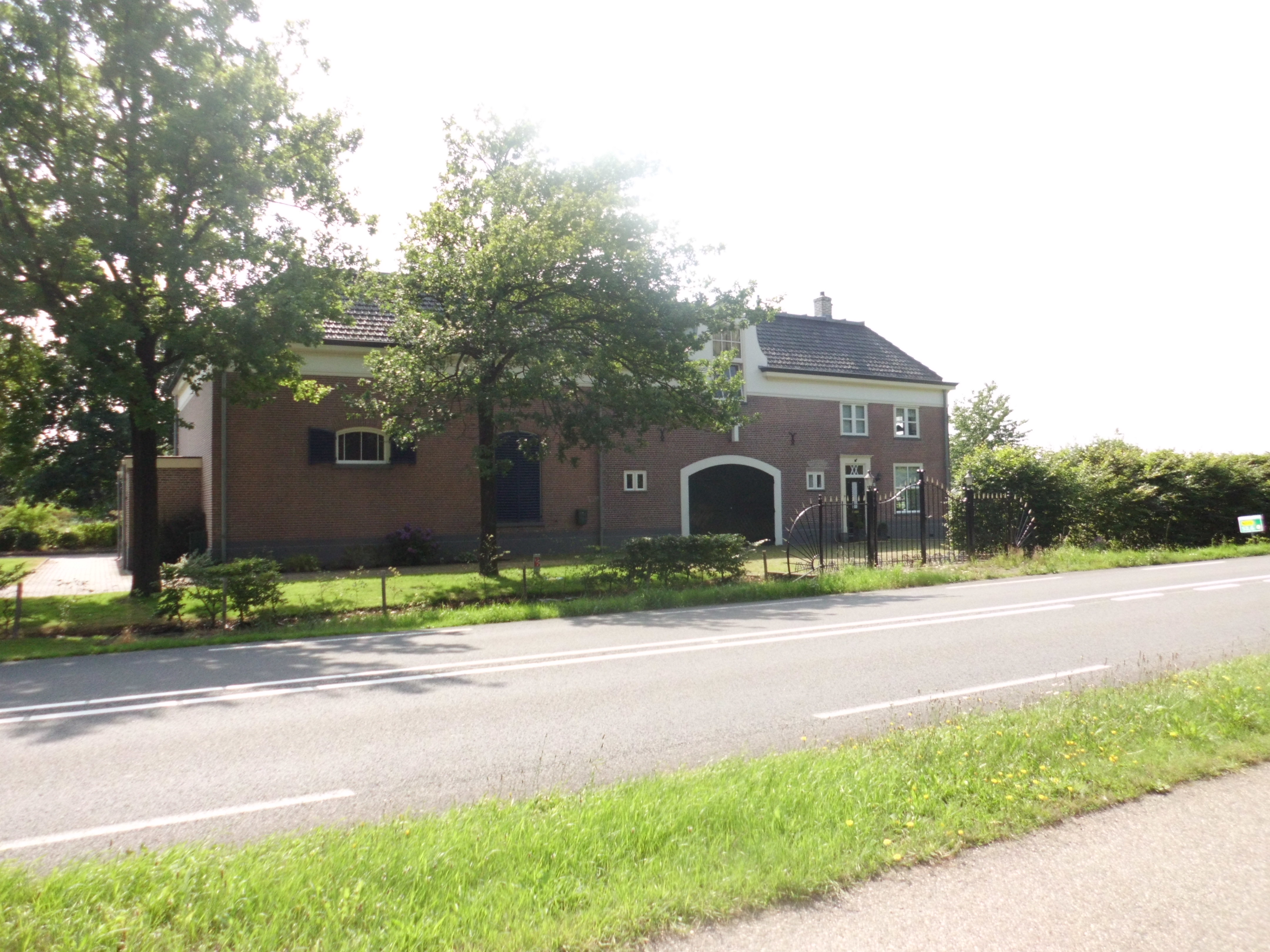
Koetshuis

De voorzijde van het hoofdgebouw biedt uitzicht op het koetshuis en het jachthuis aan de overzijde van de Arnhemseweg.
Het hoofdgebouw bevindt zich ten noorden van de Geerensteinselaan, het koetshuis en het jachthuis liggen ten zuiden van deze weg. Links van het koetshuis bevindt zich de stal. Rechts staat de deels onderkelderde koetsierswoning. Beide gebouwen behielden grotendeels de oorspronkelijke indeling. In de stallen met klinkervloer zijn de ijzeren palen van de tussenschotten voorzien van paardenhoofden.

## Landgoed
Het grondgebied ligt grotendeels aan de noord- en oostkant van de Geeresteinselaan/Arnhemseweg. Het bestaat uit (park)bos en agrarische landerijen. Op de 900 hectare grond staan 30 boerderijen en 40 woningen. De boerderijen en woningen van landgoed De Boom zijn herkenbaar aan de (Beaufort)blauwe luiken, meestal met een witte spiegel. 

## Stichting De Boom
Arnoud Jan bewoonde het huis met zijn vrouw Anna Josine Charlotte barones van Hardenbroek (1856-1926). Vanaf 1929 werd het landgoed beheerd door hun dochter Anna Aleida de Beaufort (1880-1975). Die laatste richtte in 1948 de Stichting De Boom op. Doelstelling van de stichting is Het bevorderen van de geestelijke en stoffelijke belangen van personen en instellingen in de gemeenten waar het landgoed haar bezittingen heeft.

## Bewoners
- 1878 - Arnoud Jan de Beaufort
- ca. 1925 - 1975 Anna Aleida de Beaufort
- 1975 Stichting De Boom